# 許穎娟
許穎娟（？—），籍貫廣東番禺，香港兒童文學作家，香港兒童文藝協會會員。
創作過許多小說。

## 生平
許穎娟於香港中文大學新亞書院哲學系畢業，畢業從事中學教育，現為保良局田家炳千禧小學教師。是此小學的圖書館老師她曾多次獲得香港文學的獎項，包括青年文學獎及中文文學創作獎等等。

## 作品
- 《頑童叻叻》
- 《蔥蔥傳奇》
- 《少年情懷》
- 《許穎娟小小說》
- 《彩蝶》